# إدوين ميلز (أستاذ جامعي)
إدوين ميلز (بالإنجليزية: Edwin Mills)‏ هو اقتصادي أمريكي، ولد في 25 يونيو 1928 في مقاطعة كامدن في الولايات المتحدة.